# نظام بيثيسدا
إن نظام بيثيسدا (The Bethesda system) المشار إليه اختصارًا باسم (TBS) هو أحد الأنظمة التي تقدم تشخيصات خلايا عنق الرحم أو الخلايا المهبلية، والذي يستخدم لتقديم تقارير عن نتائج اختبار لطاخة بابا نيكولاو. لقد طُرح هذا النظام للمرة الأولى في عام 1988م وأجريت تعديلات عليه في عامي 1991م و 2001م.‌ ينتسب اسم النظام إلى المكان (بيثيسدا، بولاية ميريلاند) التي انعقد فيها المؤتمر الذي طُرح فيه هذا النظام.

## أنواع النتائج
تتضمن النتائج غير الطبيعية:
- خلايا حرشفية شاذة
  - الخلايا الحرشفية الشاذة التي ليست لها دلالة محددة (والمشار إليها اختصارًا باسم ASC-US)
  - خلايا حرشفية غير نموذجية – لا يمكنها نفي آفة حرشفية داخل البشرة مرتفعة الدرجة (المعروفة اختصارًا باسم HSIL) (ويشار إلى تلك الخلايا باسم ASC-H)
- آفة حرشفية منخفضة الدرجة داخل الطبقة الظهارية (المعروفة اختصارًا باسم LGSIL أو LSIL)
- آفة حرشفية مرتفعة الدرجة داخل الطبقة الظهارية (المعروفة اختصارًا باسم HGSIL أو HSIL)
- سرطان الخلية الحرشفية
- خلايا غدية شاذة غير محددة بطريقة أو بأخرى (والمعروفة اختصارًا باسم AGC-NOS)
- خلايا غدية شاذة، يشتبه في أنها سرطان غدي موضعي (والمعروف اختصارًا باسم AIS) أو سرطان (ورم سرطاني غدي موضعي)
- سرطان غدي موضعي (AIS)

### شذوذ الخلايا الحرشفية

#### LSIL – تشير إلى آفة حرشفية منخفضة الدرجة داخل الطبقة الظهارية

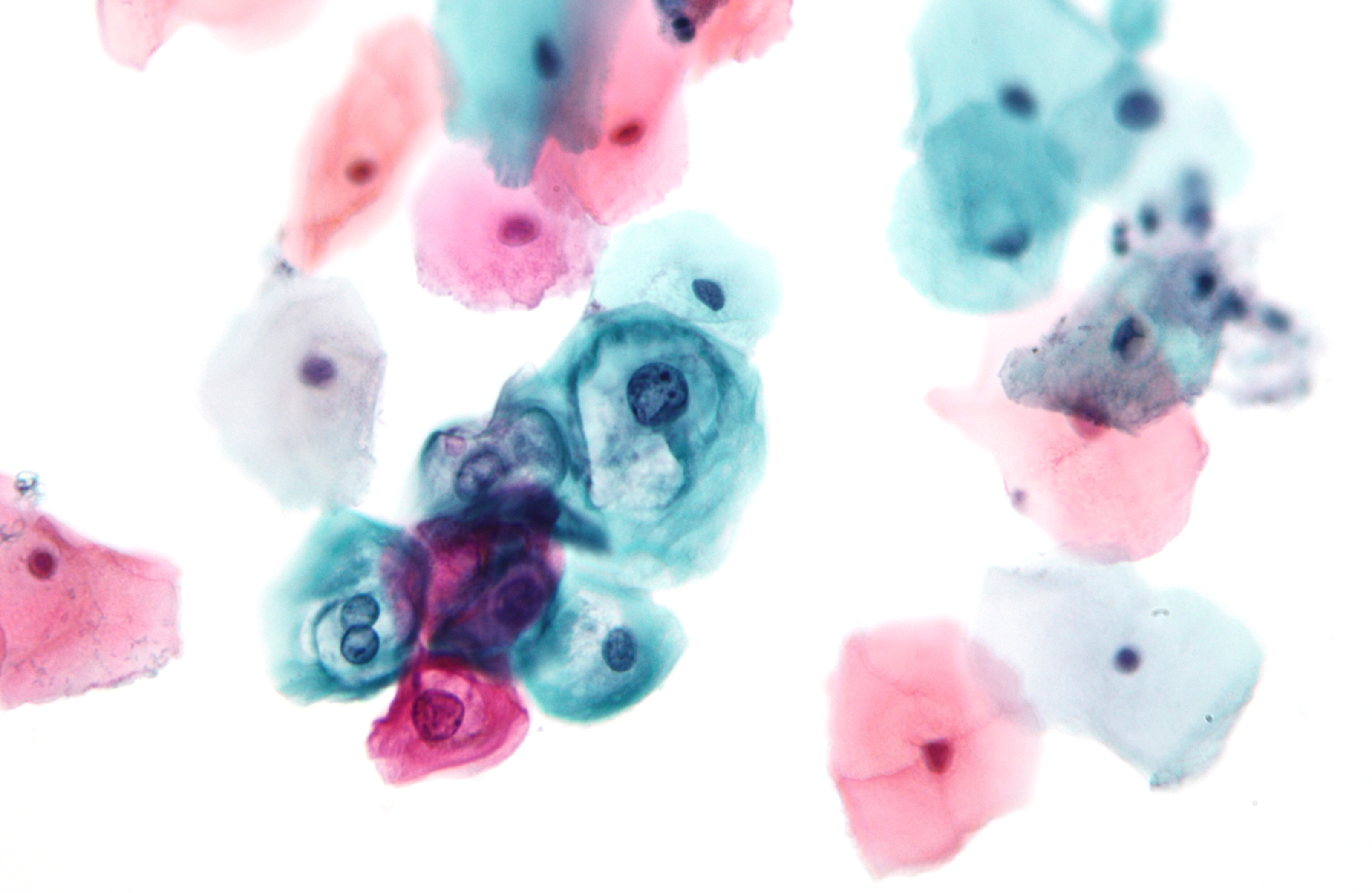
LSIL. لطاخة بابا نيكولاو.

تشير الآفة الحرشفية منخفضة الدرجة داخل الطبقة الظهارية (المعروفة باسم LSIL أو LGSIL) إلى احتمال الإصابة بخلل التنسج العنقي. تشير LSIL عادة إلى الإصابة بخلل تنسج عنقي متوسط (ورم عنقي داخل الطبقة الظهارية من الدرجة الأولى (المعروف اختصارًا باسم CIN 1)، وهو الأكثر حدوثًا بسبب عدوى فيروس ورم حليمي بشري. تُشخص هذه الحالة عادة بعد إجراء اختبار لطاخة بابا نيوكولاو.
يعد ورم CIN 1 الشكل الأكثر شيوعًا والأقل خطرًا من بين الأورام العنقية داخل الطبقة الظهارية ويُقضى عليه عادة بشكل فوري في خلال عامين. لذا، يمكن التعامل مع نتائج LSIL من خلال أسلوب بسيط متمثل في “المتابعة والانتظار”. على الرغم من ذلك، ونظرًا لوجود فرصة تتراوح نسبتها بين 12 و16% لتطور الورم ليصبح خلل تنسج خطيرًا، ربما يرغب الطبيب في متابعة النتائج بشكل أكثر تركيزًا من خلال إجراء تنظير مهبل عبر أخذ خزعة. في حالة تطور خلل التنسج، يكون العلاج ضروريًا. يتضمن العلاج استئصال النسيج المصاب، والذي يمكن إجراؤه من خلال (LEEP) أو الجراحة البردية أو أخذ خزعة مخروطية أو الاستئصال باستخدام أشعة الليزر.

#### HSIL – تشير إلى آفة حرشفية مرتفعة الدرجة داخل الطبقة الظهارية

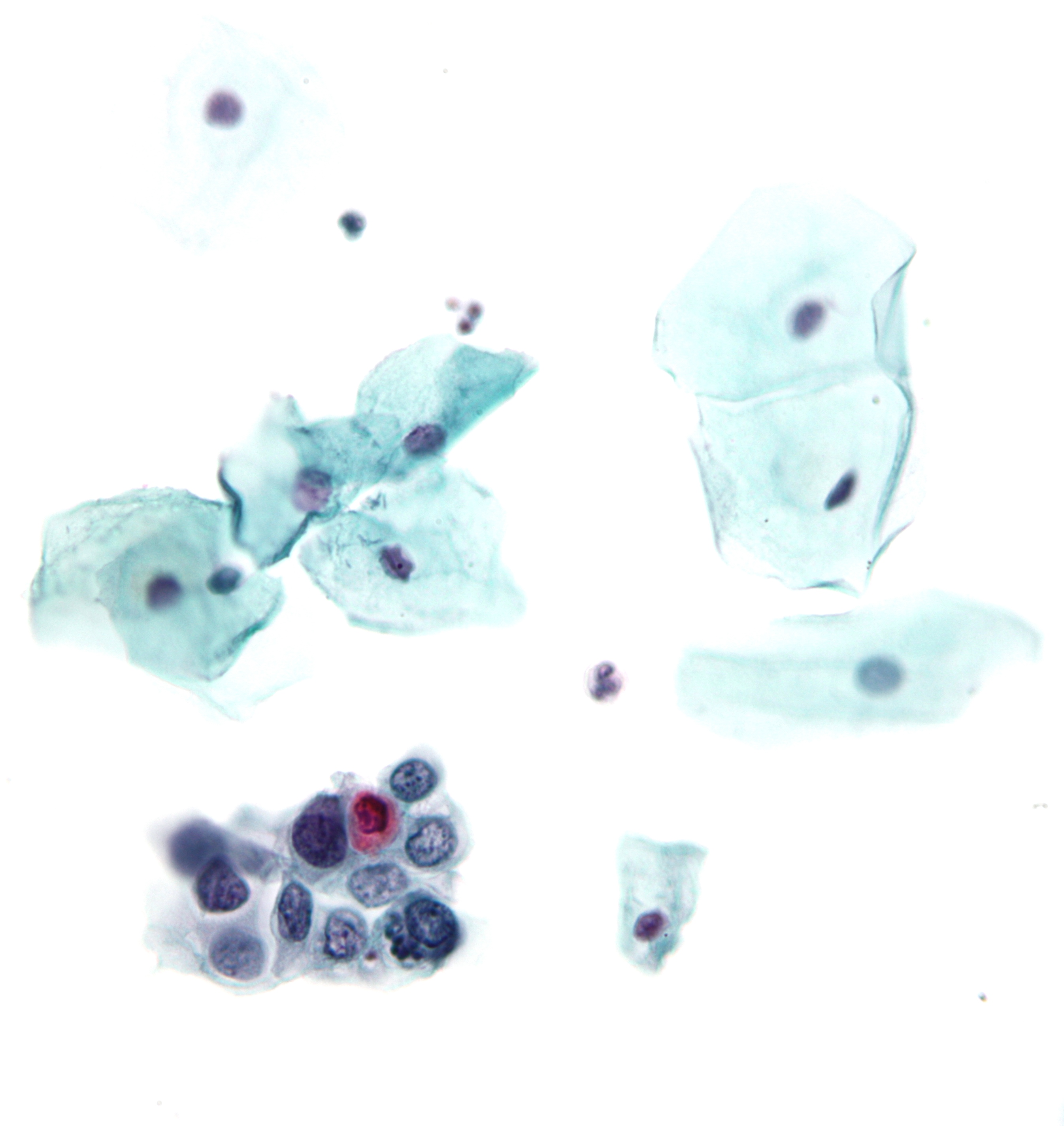
HSIL. لطاخة بابا نيكولاو.

تشير الآفة الحرشفية مرتفعة الدرجة داخل الطبقة الظهارية (HSIL أو HGSIL) إلى الإصابة بورم عنقي داخل الطبقة الظهارية أو سرطان موضعي من النوع المعتدل أو الخطير. تُشخص هذه الحالة عادة بعد إجراء اختبار لطاخة بابا نيكولاو. يمكن في بعض الحالات أن تؤدي هذه الآفات إلى الإصابة بسرطان عنق رحم من النوع التوسعي، إذا لم يتم التعامل معها بالشكل المناسب.
لا يشير وجود آفة HSIL إلى الإصابة بمرض السرطان. بالنسبة لنتائج آفة HSIL التي أجريت على جميع السيدات، كانت نسبة أقل من 2% منهم ‌ or less‌ مصابة بسرطان عنق رحم توسعي في ذلك الوقت، على الرغم من ذلك فإن هناك نسبة 20% منهن تقريبًا معرضة لتطور الورم ليصبح سرطان عنق رحم توسعيًا في حالة عدم تلقي علاج. لمقاومة هذا التطور للحالة، يتم عادة متابعة آفة HSIL بإجراء تنظير مهبل عبر أخذ خزعة بشكل فوري لأخذ عينة من النسيج المصاب بخلل تنسج أو استئصاله. يتم إرسال هذا النسيج لإجراء اختبارات متعلقة بعلم الأمراض لتحديد تصنيف متعلق بعلم الأنسجة والذي يكون أكثر دقة مقارنة بنتيجة اختبار لطاخة بابا نيكولاو (والذي يكون نتيجة معتمدة على علم أمراض الخلايا). تتوافق آفة HSIL بشكل عام مع التصنيف الخاص بعلم الأنسجة للورم CIN 2 أو 3.
يتضمن العلاج من آفة HSIL استئصال الخلايا المصابة أو تدميرها، وذلك يتم عادة عن طريق LEEP. توجد طرق أخرى من بينها الجراحة البردية أو الكي أو الاستئصال باستخدام أشعة الليزر، لكن لا يتم إجراء أي منها على السيدات الحوامل مخافة تمزيق الحمل. تصل نسبة نجاح أي من هذه الطرق في علاج المشكلة إلى 85% على الأرجح.

### شذوذ الخلايا الغدية

#### السرطان الغدي

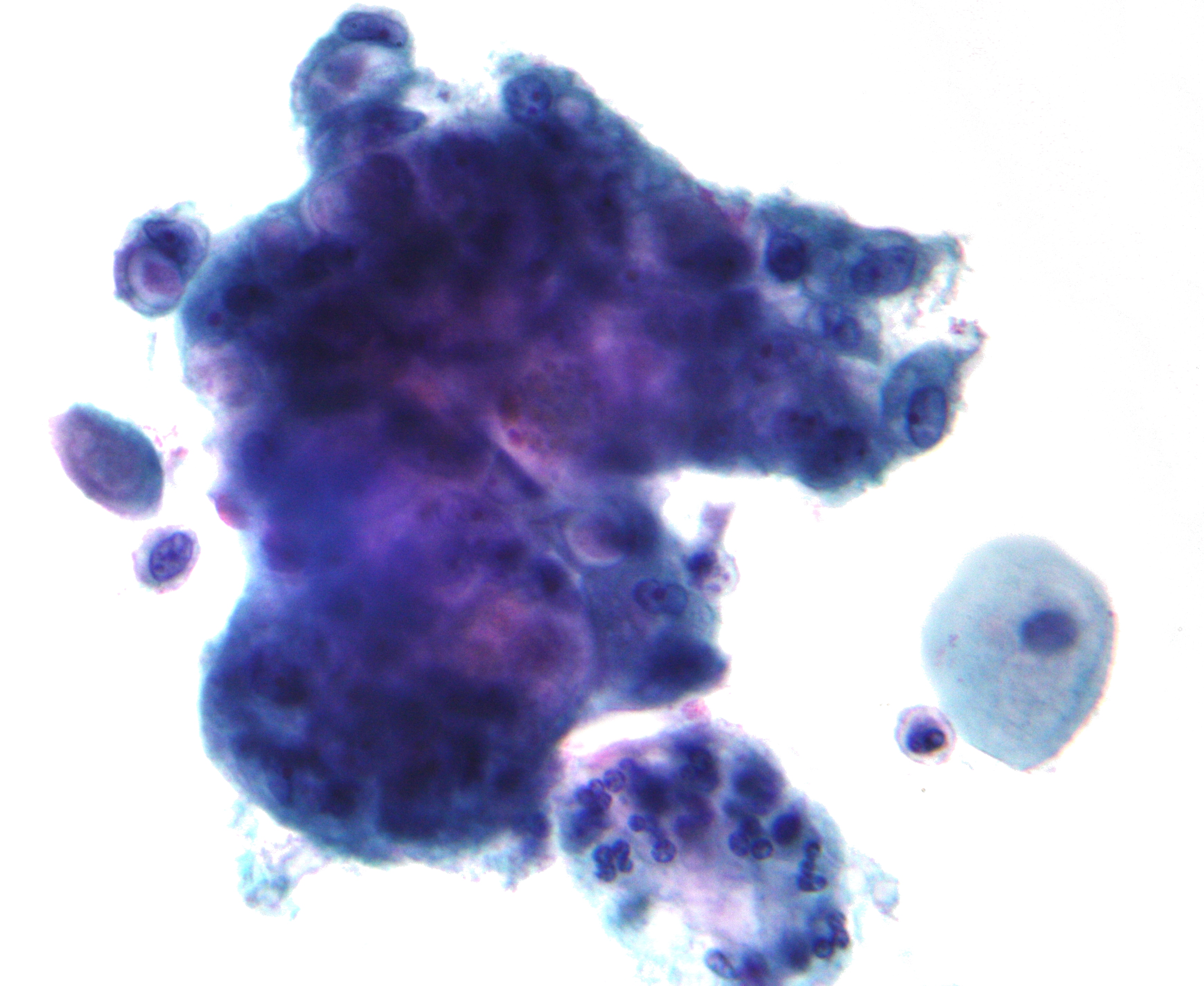
السرطان الغدي. لطاخة بابا نيكولاو.

يمكن أن ينشأ السرطان الغدي من مواضع في باطن عنق الرحم وفي بطانة الرحم وفي خارج الرحم.

#### الخلايا الغدية الشاذة (AGC)
يشير الاختصار AGC، الذي كان يُشار إليه في السابق بالاختصار AGUS، إلى الخلايا الشاذة التي ليست لها دلالة محددة. وقد تم تغيير اسم الاختصار ليصبح AGC لتجنب حدوث لبس بينه وبين الاختصار ASCUS.
يتم التعامل مع AGC من خلال إجراء تنظير مهبل بجانب أخذ خزعة من بطانة الرحم.[بحاجة لمصدر]

## وصلات خارجية
- ASCP: The Bethesda System Website Atlas
- Bethesda 2001 Workshop